# International Docking Adapter

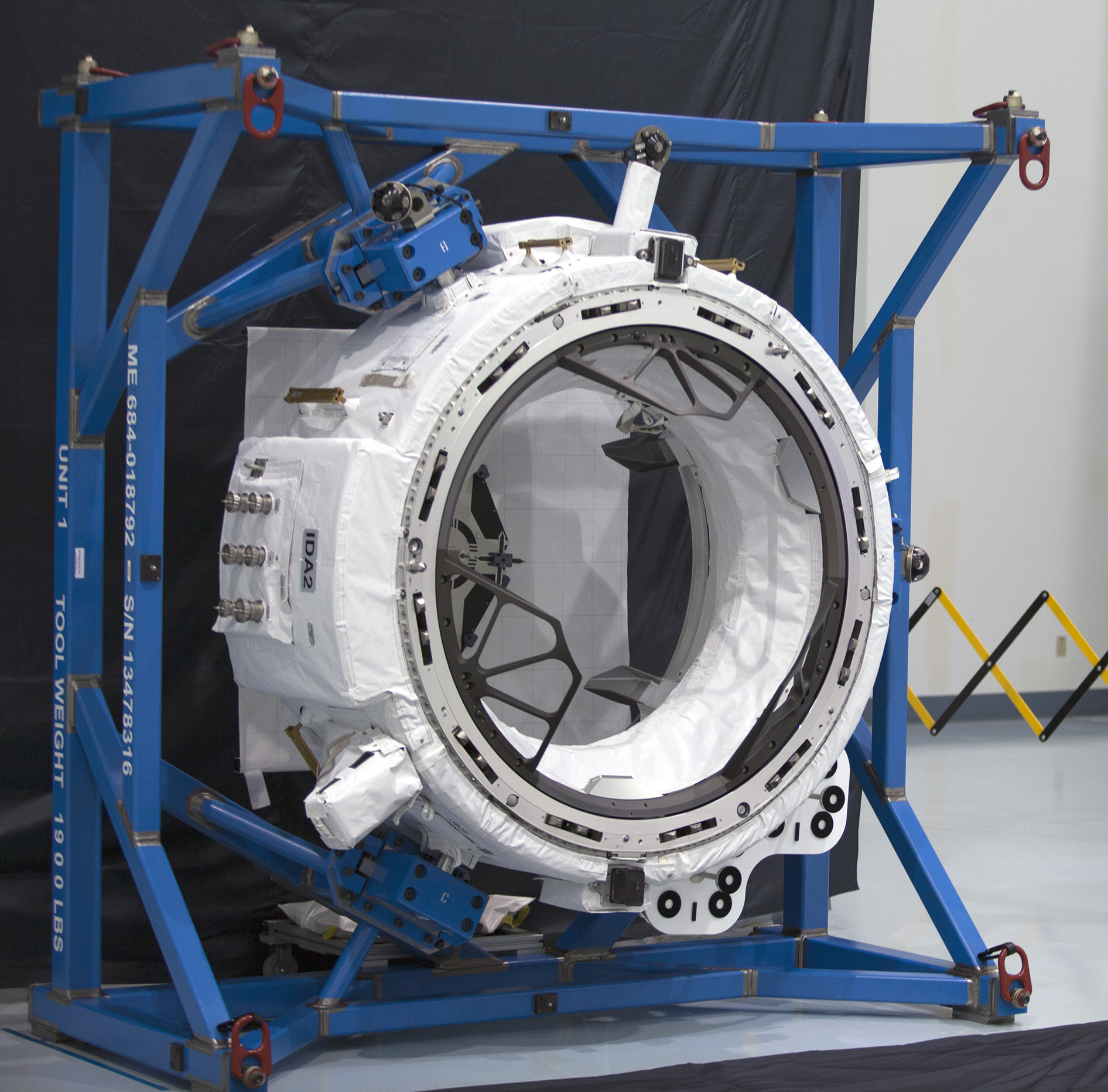
IDA-2

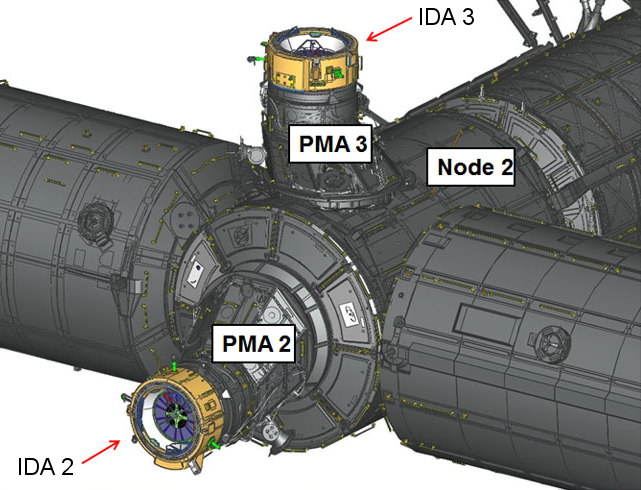
Placeringen av IDA-2 och IDA-3

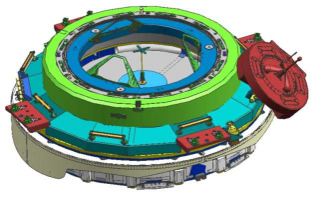
Common Docking Adapter

International Docking Adapter (IDA) är en amerikansk adapter mellan dockningssystemen APAS-95 och International Docking System Standard.
Två (IDA) levereras till Internationella rymdstationen (ISS) av två olika Dragon-farkoster, för att omvandla APAS-95-portarna på två av stationens Pressurized Mating Adapters till International Docking System Standard.

## IDA-1
IDA-1 gick förlorad då SpaceX CRS-7s raket havererade drygt två minuter efter starten den 28 juni 2015.

## IDA-2
IDA-2 levererades av SpaceX CRS-9 den 18 juli 2016 och installerades på PMA-2 av Expedition 48 den 19 augusti 2016.
Den 3 mars 2019 dockade SpX-DM1 med porten.

## IDA-3
Efter att IDA-1 förstörts konstruerades IDA-3. Den sköts upp med SpaceX CRS-18 den 25 juli 2019 och installerades på PMA-3 av Expedition 60 den 21 augusti 2019.

## Förslag

### APAS to LIDS Adaptor System
APAS to LIDS Adaptor System (ATLAS) var en adapter som föreslogs 2008. Den var i stort sett identisk med IDA. Två adaptrar skulle ha skjutits upp med de två första Orionflygningarna till ISS.

### Common Docking Adapter
Common Docking Adapter (CDA) var en adapter som föreslogs 2009. Den skulle omvandla en Common Berthing Mechanism till International Docking System Standard. Två adaptrar skulle ha skjutits upp med japanska H-II Transfer Vehicle.

### Fotnoter
1. ↑  NASA Docking System (NDS), läst 30 juli 2016.